# Inneruulalik
Inneruulalik (zastarale Ínerûlalik) je farma v kraji Kujalleq v Grónsku. Chovají se zde především koně, psi a ovce. Farma se díky příznivějšímu podnebí zabývá i malým zemědělstvím. V roce 2005 tu natrvalo žili 4 farmáři a mnoho jich sem také dojíždělo z osad Qassiarsuku a Narsarsuaqu, kterým také farma slouží.